# Kalophrynus nubicola
Kalophrynus nubicola är en groddjursart som beskrevs av Dring 1984. Kalophrynus nubicola ingår i släktet Kalophrynus och familjen Microhylidae. IUCN kategoriserar arten globalt som nära hotad. Inga underarter finns listade i Catalogue of Life.